# UC優視
UC または UCWeb Inc. とは親企業のアリババグループが傘下となっている企業であり主にモバイルブラウザソフトウェアを専門とする中華人民共和国の企業である。
2014年6月11日に UC優視 は アリババグループ によって未保有分株式を取得し、 UC優視 を買収した。

## 概要
2004年に UC優視 はモバイルブラウザ を専門とする企業として設立した。
その後 UC優視 のソフトウェアまたはサービスとして UC Browser , UC News などが開始された。
UC Browser はAndroidアプリとしてリリースを果たしたが、UC Browser のリリースから5ヶ月がたち Google Play ストアのニュースカテゴリーアプリでトップに躍り出た。

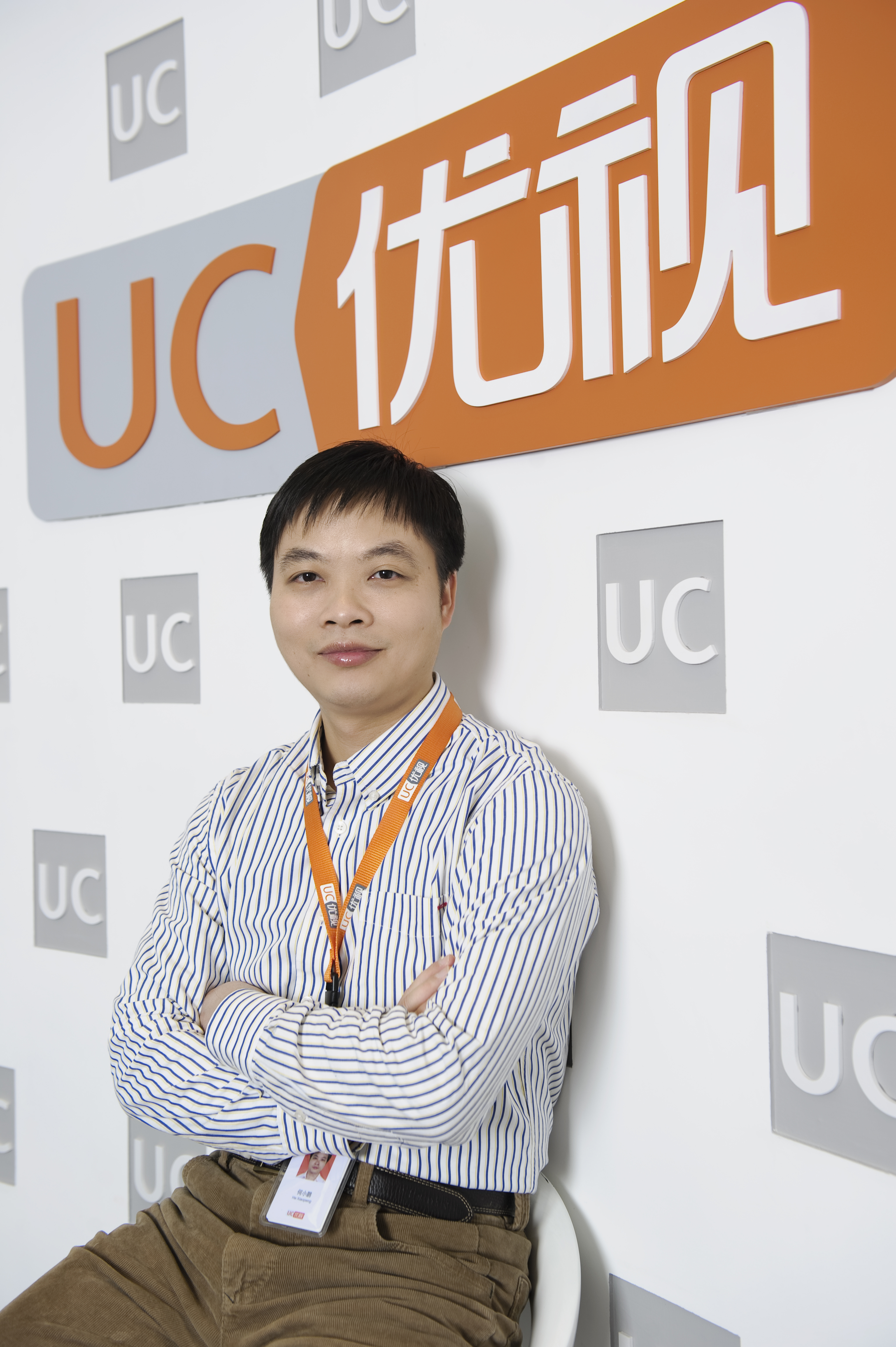
何小鵬

2014年4月に UC優視 と アリババグループ は 神马(Shenma Inc./シェンマ)という合弁会社を設立することを発表した。その後モバイル用の検索エンジン 神马(Shenma/シェンマ) を発表した。
その後 2014年6月に UC優視 は アリババグループ によって未保有分株式を取得し、 UC優視 を買収し、子会社化されたことがわかった。
2017年には UC Browser をインドやインドネシアでニュースアグリゲータ事業を展開していくと発表をした。
UC Browser はインドやインドネシアなどの新興国での市場シェアでトップを獲得した。

## 創始者

### 何小鵬(He Xiaopeng)
UC優視 の創始者。
中国の起業家。
現在では 小鵬汽車 (Xpeng Motors) のCEOに就任。

### Liang Jie(リャン ジエ)

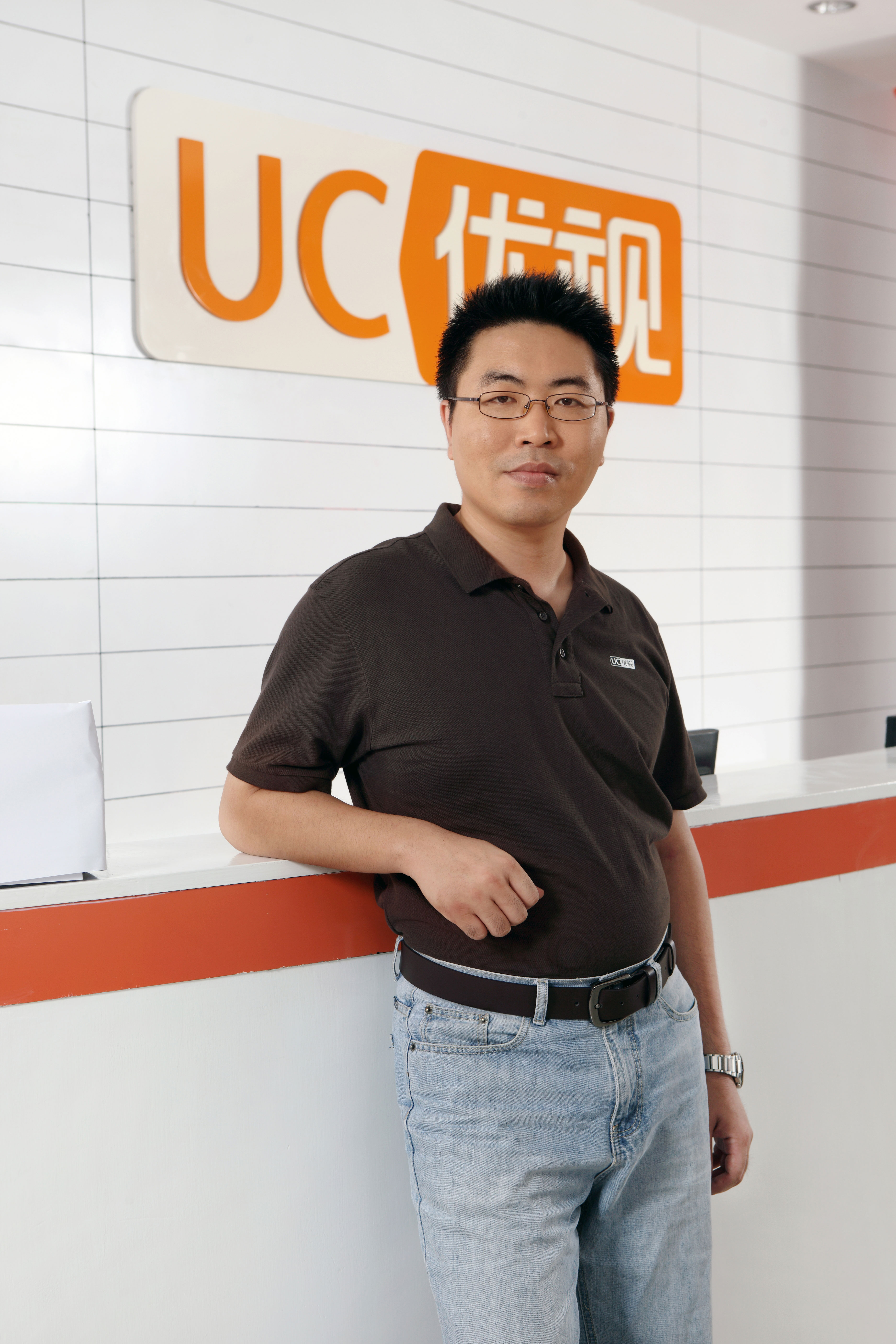
Liang Jie

UC優視 の創始者兼最高技術責任者を務める。
中国の技術幹部兼実業家。

## リンク
https://web.archive.org/web/20180314070132/http://wap.uc.cn/not_match/select_down/english_354?uc_param_str=vepffrbiupladsdnni&r=main&from=wap-dft-mobile&plang=(Wayback Machine 2018年3月14日のアーカイブ)
https://web.archive.org/web/20211231065422/https://uc.cn/(Wayback Machine 2021年12月31日のアーカイブ)
https://uc.cn/
https://m.uc.cn/
https://m.uc.cn/contact_us
http://www.ucweb.com/

## 注脚
1. ↑  “Tech in Asia - Connecting Asia's startup ecosystem” (英語). www.techinasia.com. 2022年9月4日閲覧。
2. ↑  “神马搜索”. m.sm.cn. 2022年9月5日閲覧。
3. ↑  MOZUR, PAUL. “アリババとUC優視、モバイル検索で合弁設立へ”. WSJ Japan. 2022年9月4日閲覧。
4. ↑  “アリババがＵＣ優視を合併、業界最大案件に 中国・ＩＴ・通信”. NNA.ASIA. 2022年9月4日閲覧。
5. ↑  「中国のアリババ、携帯ブラウザ大手ＵＣ優視を完全子会社化へ」『Reuters』2014年6月11日。2022年10月8日閲覧。
6. ↑  “Tech in Asia - Connecting Asia's startup ecosystem” (英語). www.techinasia.com. 2022年9月4日閲覧。
7. ↑  “公司概况_UC浏览器官网”. web.archive.org (2021年11月3日). 2022年9月5日閲覧。